# Анджей і Еліза
А́нджей і Елі́за (пол. Andrzej i Eliza) — польський вокально-інструментальний музичний колектив, який виконував музику на межі фольку, фольк-року, кантрі й попу. Діяв у 1971—1981 роках.

## Історія
Ансамбль «Анджей і Еліза» був заснований у Варшаві в червні 1971 року й мав назву «Група Елізи Гроховецької». У березні цього року він виконав радіозаписи для молодіжної студії «Ритм» (Rytm). Ансамбль діяв під патронатом Клубу пісні Спілки польських авторів і композиторів (Związek Polskich Autorów i Kompozytorów).
Гурт складався з Елізи Гроховецької (колишня учасниця групи «Портрети» / Portrety; спів, тамбурин), Анджея Рибінського (колишній учасник групи «2 плюс 1»; спів, гітара, флейта) й інших музикантів. Ще в 1971-му замість бас-гітариста Аркадіуша Жака прийшов Чеслав Могилінський (колишній учасник групи «Канон ритм» / Kanon Rytm). 1974 року його замінив Єжи Рибінський, брат Анджея Рибінського (спів, бас-гітара), відтоді постійний учасник гурту.
1971 року гурт «Анджей і Еліза» дебютував на IX Національному фестивалі польської пісні в Ополі й здобув популярність після виступу на Празькому фестивалі фольку та кантрі. У 1972-му гастролював у СРСР, брав участь у фестивалі «Братиславська ліра». Також виступав в Австрії, Бельгії, Болгарії, Франції, Східній Німеччині, Західній Німеччині та Сполучених Штатах.
Записи «Анджея і Елізи» мали великий успіх. На стиль виконання значно впливали тексти Богдана Олевича. 1974 року прозвучав «Час розслаблення» (Czas relaksu) — найбільший хіт гурту. У наступні роки дуже часто транслювалися в радіо й телебаченні такі пісні, як «Покинула мене дівчина» (Rzuciła mnie dziewczyna), «Світ чекає нас» (Czeka na nas świat), «Поділяючи світ навпіл» (Dzieląc świat na pół), «Будь королем, покрути мозком» (Królem bądź, głową rusz). «Балада про чоботи» (Ballada o butach), «Заноситься на дощ» (Idzie na deszcz), «Дощ у чужому місті» (Deszcz w obcym mieście).
Колектив став лауреатом багатьох нагород на міжнародних та національних фестивалях, як-от «Срібний горностай» на Міжнародному фестивалі вар'єте і мюзик-холів у Ренні (1974), премія за інтерпретацію на XIII національному фестивалі польської пісні в Ополі за пісню «Світ чекає нас» (1975), перша премія на Фестивалі хітів у Дрездені (1975), почесна відзнака на Фестивалі балтійських країн у Ростоку (1975) і друга премія та премія від глядачів на Фестивалі хітів у Дрездені (1977).
Гурт розпався в грудні 1981 року. Незадовго перед тим відзначив своє десятиліття й з цієї нагоди приготував сценічну програму «Родинний альбом, або Вже від завтра» (Album rodzinny, czyli Od jutra już). Ця програма мала ретроспективний характер. Восени 1982 року брати Рибінські приєдналися до гурту Chorus, співзасновниками якого були Станіслав Вітта (колишній учасник гурту «Анджей і Еліза»; клавішні), Мирослав Ковалік (гітара) та Генрик Онисек(колишній учасник гурту Irjan; ударні). Згодом брати Рибінські почали сольну кар'єру.

## Не постійні члени «Анджея і Елізи»
- Яцек Беренталь — струнні, синтезатор (1979—1980)
- Влодзімеж Громек — ударні (1977)
- Збігнєв Голдис — гітара, вокал (1971—1972, 1973)
- Ришард Качмарек — оркестр Польського радіо і телебачення в Ополі, бас-гітара (1974)
- Генрик Кшешовец — мелотрон, синтезатор (1974—1979)
- Евгеніуш Манько — ударні (1973—1974)
- Чеслав Могилінський — бас-гітара, губна гармоніка, ударні (1971—1974)
- Данієль Ніцше — клавішні (1978—1979)
- Пйотр Росса — ударні (1975—1976)
- Януш Сташек — ударні (1977—1980)
- Ришард Сигітович — гітара (1978)
- Пйотр Шперноль — гітара (1979—1980)
- Мар'ян Снігурович — ударні (1978—1980)
- Станіслав Вітта — фортепіано (1979—1980)
- Марек Зенкевич — фортепіано (1972)
- Аркадіуш Жак — бас-гітара (1971)

## Дискографія

### Альбоми
- 1972: Drzewo rodzinne (Polskie Nagrania «Muza»)
- 1974: Czas relaksu (Pronit)
- 1976: Аndrzej i Eliza («Мелодія», СРСР)
- 1977: Buty, buty… (Pronit)
- 1979: Аndrzej i Eliza II («Мелодія», СРСР)
- 1980: Od jutra już (Wifon)

### Компіляції
- 1993: Greatest Hits (Sonic Records)
- 1994: Nasze przeboje (STD)
- 2003: Ballada o butach (Polskie Nagrania «Muza»)
- 2004: Platynowa kolekcja: Złote przeboje (GM Distribution)
- 2004: Platynowa kolekcja: Nasze złote przeboje (GM Distribution)
- 2008: Muzyczna kolekcja: Andrzej i Eliza (Universal Music Polska)
- 2014: 40 piosenek Andrzeja i Elizy (Polskie Nagrania «Muza»)
- 2016: Złota kolekcja: Czas relaksu (Pomaton EMI)

### Синґли і чвертки
- 1971: Dobra miłość między nami / W sześć lat po ślubie (Polskie Nagrania «Muza»)
- 1973: Czas relaksu / Odwieczna historia pewnego refrenu (Polskie Nagrania «Muza»)
- 1975: Бросила меня девушка («Мелодія», СРСР)
- 1976: Время отдыха («Мелодія», СРСР)
- 1978: Coraz mniejszy świat / Zostawimy miasto za zakrętem (Tonpress)
- 1978: Życie jest jakie jest / Mój najdziwniejszy dzień (Polskie Nagrania «Muza»)
- 1980: Kuglarskie sztuczki / Życie na nowo (Polskie Nagrania «Muza»)

## Пісні, що звучали в радіопередачах
- 1971: Wstawanie wczesnym rankiem, Co się miało stać, stanie się i tak, Obraz cnoty, Przechadzka, Dobra miłość między nami, Wróżba, W sześć lat po ślubie, Księżyc i legenda, Nasze pokolenie — to właśnie my, W starym domu ciotki Emilii, Kiedy człowiek sam na świecie, Zaloty jesienne Anno Domino 1971
- 1972: Konik polny, Nie na zawsze, Jeszcze dzień, Epitafium dla miłości, której nie było, Powrót do miasta, Z mego życia, Ja buławę mam w plecaku, Spacer z jamnikiem
- 1973: Jak to dziewczyna, Kiedy wszystko się nagle zmienia, Wahanie, A gdy deszcze
- 1974: Święta we dwoje, Franciszek, Marianna i inni, Czeka na nas świat, Czas relaksu
- 1975: Rzuciła mnie dziewczyna, Póki jeszcze pora, Samotne miasto
- 1976: Mój powrót
- 1977: Idzie na deszcz, Droga na lotnisko, Ballada o butach, Królem bądź, głową rusz, Dzieląc świat na pół, Wędrujemy, Pożegnania
- 1978: Zostawimy miasto za zakrętem, Coraz mniejszy świat, Mój najdziwniejszy dzień, Kowalski w kosmosie, Dokąd idziesz wędrowcze, Życie jest jakie jest, Idzie na deszcz
- 1979: Z dobrego serca, Mija dzień za dniem
- 1980: Gdy zaprosi nas świat, Kuglarskie sztuczki, Deszcz w obcym mieście, Od jutra już, Dzieląc świat na pół, Dziewczyna z miejscówkami, Choćbyś przeszukał cały świat
- 1981: Rodzaj męski, Ciężarówki — nocne TIRy, Bad Girls, Does Your Mother Know?, Ballada o walizce z wiatrakami, Tak blisko nas, Daj mi poszaleć

## Нагороди
- 1974: «Срібний горностай» на Міжнародному фестивалі вар'єте і мюзик-холів у Ренні
- 1975: Премія за інтерпретацію на XIII національному фестивалі польської пісні в Ополі за пісню «Світ чекає нас»
- 1975: Перша премія на Фестивалі хітів у Дрездені
- 1975: Почесна відзнака на Фестивалі балтійських країн у Ростоку
- 1977: Друга премія на Фестивалі хітів у Дрездені
- 1977: Премія від глядачів на Фестивалі хітів у Дрездені

## Зовнішні зв'язки
- Анджей і Еліза на сайті AllMusic (англ.)

- Andrzej i Eliza w bazie Last.fm
- Andrzej i Eliza на Discogs.com (англ.)
- Andrzej i Eliza w bazie Biblioteki Polskiej Piosenki
- Пісня «Idzie na deszcz»
- Пісня «Deszcz W Obcym Mieście»